# Adrian Paul Dumitrescu
Adrian Paul Dumitrescu (n. 7 decembrie 1952, Murgeni – d. 6 noiembrie 2015, București) a fost un deputat român în legislatura 1996-2000, ales în municipiul București pe listele  Convenției Democrate Române.
A participat la revoluția română din 1989. Din februarie 1993 a fost președinte al Asociației 21 Decembrie din București. A fost acuzat de adversarii săi că înaintea adunării generale a asociației "21 Decembrie" din 1995, împreună cu Constantin Aferăriței, a suspendat arbitrar mai mult de jumătate din membrii asociației, pentru a-și asigura realegerea. În 1997 o adunare generală extraordinară a Asociației "21 Decembrie", convocată de un comitet de inițiativă, a ales o nouă conducere a asociației, în frunte cu Constantin Calancea. Adrian Dumitrescu n-a recunoscut hotărârile acestei adunări generale și a refuzat să predea gestiunea asociației, motiv pentru care abia în 24 aprilie 2001 noua conducere a putut lua stăpânire pe sediu. După cum pretinde conducerea ostilă lui Adrian Dumitrescu, acesta, împreună cu un "grup restrâns" de susținători, ar fi recurs la „acțiuni de forță și intimidare" pentru a nu ceda conducerea asociației și a gestionat fraudulos asociația. Evacuarea lui Adrian Dumitrescu din sediul asociației s-a făcut cu forța 
După 2001 Adrian Dumitrescu a fost membru fondator al Consiliului Moral al Revoluției.

## Opinii despre Adrian Paul Dumitrescu
Emil Constantinescu, fost președinte al României: "Participant activ la Revoluția română din 1989, unul dintre cei care au rezistat la legendara Baricadă până la capăt (...) a participat activ la constituirea și acțiunile Convenției Democrate din România. Ales deputat pe listele CDR, în legislatura 1996-2000, a avut o activitate politică și parlamentară dintre cele mai asidue. (...) Un coleg și prieten care nu a încetat să lupte pentru valorile democratice în numele cărora a înfruntat neclintit represiunea comunistă și derapajele din tranziția postcomunistă. Dispariția lui lasă în urmă un gol pe care va trebui să ne străduim să îl depășim și o amintire de neșters".